# Rudy LaRusso
Pour les articles homonymes, voir Larusso (homonymie).
Rudolph « Rudy » A. LaRusso, né le 11 novembre 1937 dans l'arrondissement de Brooklyn à New York et mort le 10 juillet 2004 à  Los Angeles en Californie, est un joueur américain de basket-ball de la National Basketball Association et All-Star à cinq reprises.

## Biographie
Il évolue au lycée "James Madison" à Brooklyn et y remporte de nombreuses distinctions.
Il est choisi par les Lakers de Minneapolis au 2e tour de la draft 1959 à sa sortie de Dartmouth College. Il joue en NBA durant 10 années avec les Lakers et les Warriors de San Francisco.
Sa meilleure saison est la saison 1967-1968, où il se classe au 7e rang des meilleurs marqueurs de la ligue avec une moyenne de 21,8 points par match.
Il meurt de la maladie de Parkinson en 2004.